# Beta Ursae Majoris
Beta Ursae Majoris (β Ursae Majoris, viết tắt Beta Uma, β UMa), tên chính thức Merak, là một ngôi sao trong chòm sao vòng cực phương bắc là Đại Hùng.
Cấp sao biểu kiến của ngôi sao này là +2,37, có nghĩa là nó có thể nhìn thấy bằng mắt thường. Đối với các nhà quan sát bán cầu bắc nó là một trong những "ngôi sao con trỏ" trong nhóm sao Bắc Đẩu, một khoảnh sao nổi bật gồm bảy ngôi sao tạo thành một phần của chòm sao lớn hơn. Kéo dài một đường thẳng tưởng tượng từ ngôi sao này qua Alpha Ursae Majoris (Dubhe) gần đó sẽ tới Polaris - sao Bắc cực trong kỷ nguyên J2000.

## Phân loại quang phổ
Năm 1943, β Ursae Majoris được liệt kê làm chuẩn quang phổ cho loại sao A1 V. Khi các công cụ được cải tiến làm cho việc nhận dạng các lớp độ sáng gần mức khổng lồ đối với các sao thuộc loại A trước đó trở thành có thể thì β Ursae Majoris được gán vào loại A0 IV. Sau đó nó được sửa lại thành loại A1 IV. Nó cũng được coi là sao Am, một loại sao kỳ dị hóa học với các vạch mạnh bất thường của một số nguyên tố kim loại nhất định.

## Tính chất
Dựa trên các đo đạc thị sai, ngôi sao này nằm ở khoảng cách 79,7 năm ánh sáng (24,4 parsec) tính từ Mặt Trời. Nó là một sao gần mức khổng lồ, một ngôi sao đã tiêu hao hết hydro trong lõi của nó và hiện tại đang nguội đi do nó phát sinh năng lượng thông qua phản ứng hợp hạch hydro ở lớp vỏ bên ngoài lõi. Nhiệt độ hiệu dụng của lớp bao ngoài là khoảng 9.225 K, tạo cho nó màu trắng điển hình của sao loại A.  Nó lớn hơn Mặt Trời, với khối lượng khoảng 2,7 lần khối lượng Mặt Trời và bán kính gấp 2,84 lần bán kính Mặt Trời. Nếu chúng được nhìn từ cùng một khoảng cách, Beta Ursae Majoris sẽ sáng hơn nhiều so với Mặt Trời, vì nó tỏa sáng gấp 68 lần độ sáng của Mặt Trời.
Quan sát ngôi sao này trong phổ hồng ngoại cho thấy sự phát xạ dư thừa, gợi ý sự hiện diện của một đĩa mảnh vụn của bụi quay quanh, giống như những gì được phát hiện xung quanh Fomalhaut và Vega. Nhiệt độ trung bình của đĩa này là 120 K, chỉ ra rằng nó tập trung tại bán kính 47 AU từ ngôi sao chủ. Đĩa bụi này có khối lượng ước tính khoảng 0,27% khối lượng Trái Đất.
Beta Ursae Majoris là một trong năm ngôi sao trong nhóm sao Bắc Đẩu tạo thành một phần của cụm sao phân tán gọi là nhóm di chuyển Đại Hùng, chia sẻ cùng một vùng không gian, không chỉ là cùng một bầu trời từ góc nhìn từ Trái Đất. Nhóm này có tuổi ước tính khoảng (500 ± 100) triệu năm. Do các thành viên của nhóm này chia sẻ nguồn gốc chung và chuyển động chung trong không gian, điều này tạo ra một ước tính tuổi của Beta Ursae Majoris. Hai ngôi sao được biết là nằm ở vị trí khá gần nhau: 37 Ursae Majoris ở mức 5,2 năm ánh sáng (1,6 pc) và Gamma Ursae Majoris ở mức 11,0 năm ánh sáng (3,4 pc); gần nhau hơn nhiều so với khoảng cách của những ngôi sao này tới Trái Đất.

## Tên gọi
β Ursae Majoris (Latin hóa thành Beta Ursae Majoris) là định danh Bayer của ngôi sao này.
Nó mang tên gọi truyền thống Merak có nguồn gốc từ tiếng Ả Rập المراق al-maraqq nghĩa là 'thắt lưng của con gấu'). Năm 2016, Hiệp hội Thiên văn Quốc tế tổ chức Nhóm công tác IAU về tên sao (WGSN) để lập danh lục và chuẩn hóa tên riêng của các ngôi sao. Bản tin đầu tiên của WGSN phát hành tháng 7 năm 2016 bao gồm một bảng với hai loạt tên gọi đầu tiên được WGSN phê duyệt; nó bao gồm cả Merak cho ngôi sao này.
Người theo Ấn Độ giáo gọi ngôi sao này là Pulaha, một trong bảy Rishis (bảy hiền nhân).
Trong thiên văn học Trung Quốc, 北斗 (Běi Dǒu, Bắc Đẩu) có nghĩa là mảng sao Bắc Đẩu trong Tử Vi viên, một mảng sao tương đương với nhóm sao Bắc Đẩu. Do đó, tên gọi trong tiếng Trung của Beta Ursae Majoris là 北斗二 (Běi Dǒu èr, Bắc Đẩu nhị, nghĩa là ngôi sao thứ hai của Bắc Đẩu). Tên gọi khác của nó là 天璇 (Tiān Xuán, Thiên Tuyền, nghĩa là một loại ngọc đẹp trên trời).

## Trong văn hóa
Các tàu USS Merak (1918) và USS Merak (AF-21) là của Hải quân Hoa Kỳ.